# Francosko fizikalno društvo
Francosko fizikalno društvo (francosko Société française de physique, kratica SFP) je francosko znanstveno društvo, ki vključuje vse francoske fizike in fizičarke. Društvo je leta 1873 ustanovil d'Almeida, ki je prispeval k razvoju in vplivu fizike v Franciji.
Društvo je poleg Francoskega kemijskega društva (Société Française de Chimie) in Društva za industrijsko in uporabno matematiko (Société de Mathématiques Appliquées et Industrielles) večinski lastnik znanstvene knjižne in revialne založbe EDP Sciences.

## Predsedniki Društva
Prvi predsednik društva je bil do leta 1897 nobelovec Gabriel Lippmann, ko ga je nasledil nobelovec Antoine Henri Becquerel. Trenutni predsednik je od leta 2010 Martial Ducloy, glavni tajnik pa je Mohamed Daoud. Med predsedniki je osem nobelovcev, od tega je Frédéric Joliot-Curie prejel Nobelovo nagrado za kemijo.
- Gabriel Lippmann (1893)  1908
- Antoine Henri Becquerel (1897)  1903
- Édouard Benjamin Baillaud (1912)[2]
- Henri Abraham (1922)
- Jean Baptiste Perrin (1929)  1926
- Eugène Bloch (1934)
- Frédéric Joliot-Curie (1946)  (kemija) 1926
- Louis de Broglie (1949)  1929
- Alfred Kastler (1954)  1966
- Louis Eugène Félix Néel (1957)  1970
- Pierre-Gilles de Gennes (1982)  1991
- Maurice Jacob (1985)
- Étienne Guyon (2002)
- Michèle Leduc (2006 - 2009)
- Martial Ducloy (2010 - sedanjost)